# Brüsseler Zeitung

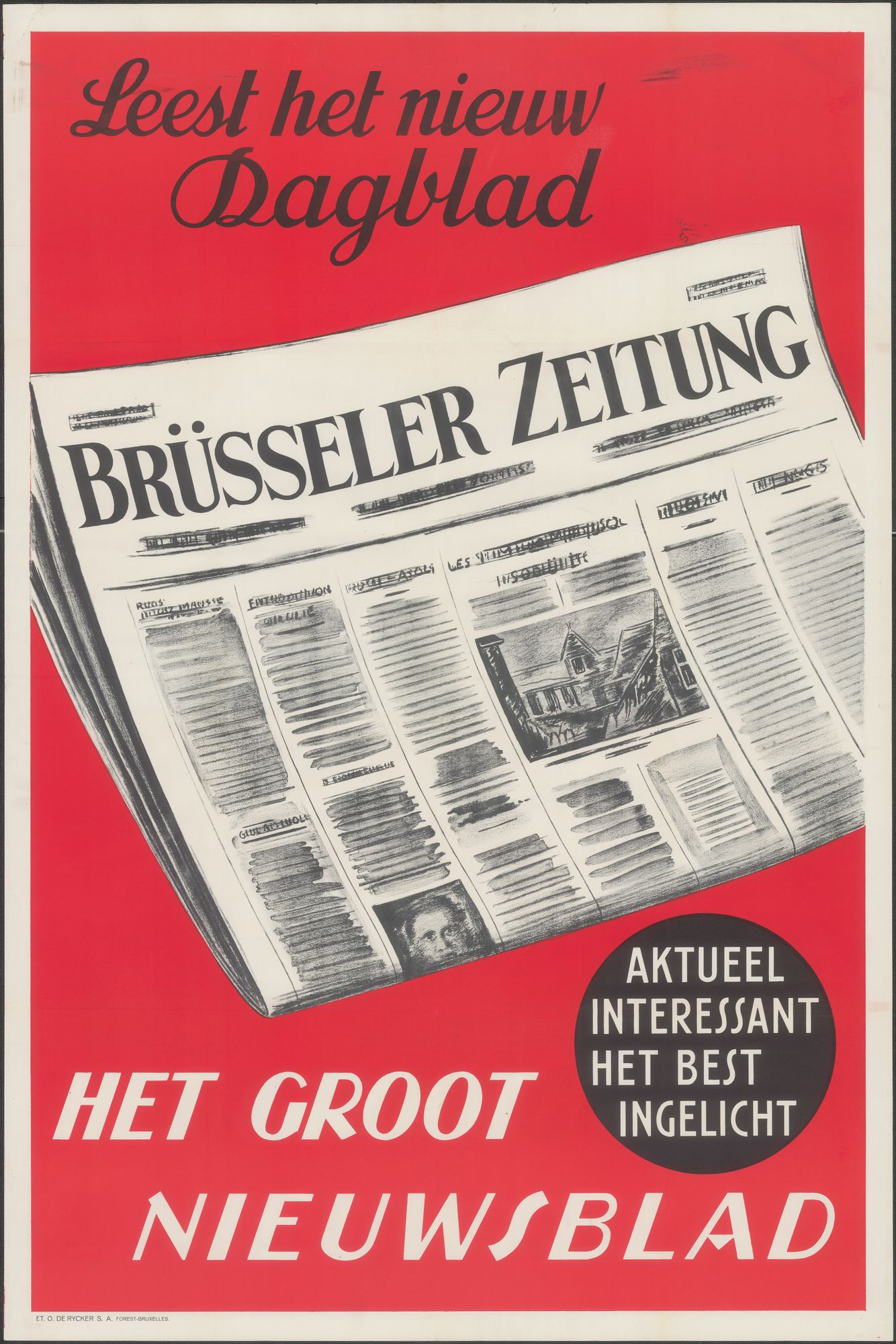
„Lesen Sie die neue Tageszeitung; die große Zeitung. Aktuell, interessant, am besten informiert.“

Die Brüsseler Zeitung (BZ) war eine überregionale deutschsprachige Tageszeitung mit Redaktionssitz in Brüssel, die während der deutschen Besatzung Belgiens im Zweiten Weltkrieg vom 1. Juli 1940 bis zum 2. September 1944 erschien. Sie war Teil einer Gruppe von Zeitungen, die speziell für die vom nationalsozialistischen Deutschland besetzten Gebiete gegründet und später aufgrund der alliierten Rückeroberungen wieder eingestellt wurden.
Im Gegensatz zu ihren nord- und westeuropäischen Schwesterzeitungen erreichte die BZ teils Auflagen im Bereich einer großen deutschen überregionalen Zeitung und stach besonders im Vergleich zu den im Deutschen Reich erscheinenden Zeitungen durch einen gemäßigteren Stil und ein gehobeneres Niveau heraus, was sie auch in Deutschland recht beliebt machte. Trotz größerer Freiheiten, die sie genoss, war auch sie klar eine nationalsozialistische Zeitung; die belgische Leserschaft, von der vonseiten der BZ besonders die Flamen als „germanisches Brudervolk“ Beachtung fanden, blieb gering.

## Gründungsphase

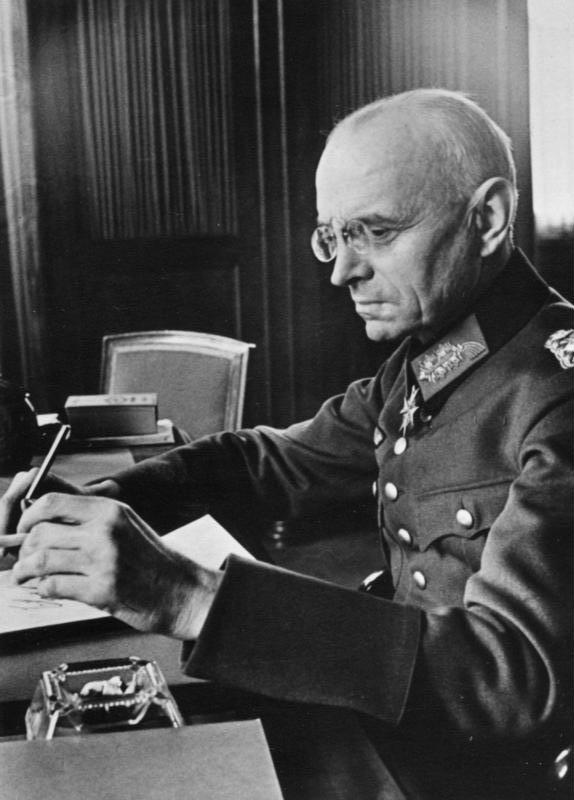
Militärbefehlshaber von Falkenhausen sorgte dafür, dass die BZ ihre Büros und Druckerei bekam. Die Zeitung wurde anschließend zum Sprachrohr seiner Militärverwaltung.

Nachdem feststand, dass die Soldatenzeitung West-Front in Belgien nicht mehr erscheinen würde, unterstützte auch die Militärverwaltung in Belgien und Nordfrankreich die Gründung eines Nachfolgers, da Verwaltungschef Eggert Reeder durch das Fehlen von deutschsprachigen Zeitungen, den unterbrochenen Telefonverkehr, den schlechten Radioempfang und der Konfrontation der Soldaten mit der Zivilbevölkerung die Dringlichkeit einer „eingehende[n] politischen Unterrichtung“ gegeben sah. Die Herausgabe des Nachfolgers der West-Front ging in zivile Hände über, dem Europa-Verlag, einem von Rolf Rienhardt geleiteten Tochterunternehmen des Franz-Eher-Verlags unter Max Amann; diesem wurden schließlich alle Besatzungszeitungen zugeordnet, so auch die Deutsche Zeitung in den Niederlanden, die am 5. Juni 1940 als bis dahin neuestes derartiges Druckerzeugnis in Umlauf gebracht worden war. Die Spitze der Gründungsbelegschaft bildeten Chefredakteur Rudolf Sparing und Verlagsdirektor Viktor Muckel. Sparing war zuvor bei der Frankfurter Zeitung gewesen, hatte anschließend die Zeitung Das Reich mitgegründet und zuletzt an der Schaffung einer deutschen Presse in den besetzten polnischen Gebieten mitgewirkt. Muckel war Verlagsdirektor der Rheinischen Landeszeitung gewesen und hatte anschließend kurzzeitig bis zu einer Verwundung als Soldat am Krieg teilgenommen.
Räumlichkeiten und Druckerei wurden bei der wegen ihres angeblichen „liberalen Freimaurercharakters“ verbotenen Zeitung La Dernière Heure gefunden, die diese aufgrund einer Weisung des Militärbefehlshabers Alexander von Falkenhausen an Muckel übergeben musste. Letzterer konnte den Großteil des Personals davon überzeugen, in Zukunft für die Brüsseler Zeitung zu arbeiten. Allerdings wurden die leitenden Positionen durch Deutsche besetzt; die frühere Leitung befasste sich noch eine Weile mit administrativen Belangen, musste dann aber das Feld räumen. Da das Verwaltungsgebiet von Falkenhausens auch Nordfrankreich umfasste, wurde abweichend vom bisherigen Benennungsschema nicht der Name Deutsche Zeitung in Belgien verwendet.
Der schnelle Start der Zeitung stellte zunächst enorme Anforderungen an die Redakteure, die 16 Stunden am Tag arbeiten mussten. Da es bislang kaum lokale Kontakte gab, war die BZ zu jener Zeit noch stark auf Berliner Berichte und Artikel angewiesen, die wegen der noch unterbrochenen Telefon- und Radioverbindungen per Flugzeug angeliefert und mit dem Auto aus Melsbroek abgeholt werden mussten. Auch hatte Sparing Probleme, sich mit dem belgischen Personal zu verständigen; die mangelnden Sprachkenntnisse der Schriftsetzer, die von den deutschen Redakteuren einen Setzkasten mit Umlauten bekommen hatten, führten schon einmal dazu, dass in der Zeitung ein „söben“ statt einem „soeben“ zu lesen war. Die vorgenannten Umstände erzwangen, dass die Zeitung mit Ausnahme der Sonntagsausgabe zunächst erst nachmittags erscheinen konnte. Mit dem 18. Juli konnte auf morgendliche Erscheinungsweise umgestellt werden, und die Arbeitsbedingungen begannen sich zu normalisieren.
Nach der Gründung eines Anzeigenbüros im November, dem Anfang September 1941 noch ein weiteres in Antwerpen folgen sollte, war die Gründungsphase soweit abgeschlossen, dass Viktor Muckel etwa einen Monat später die Zeitung verließ, um die neugegründete Pariser Zeitung aufzubauen, ihm folgte sein Stellvertreter Theo Hansen nach. Hansen wurde ab Ende 1943 als Nachfolger Muckels bei der Pariser Zeitung geführt, blieb jedoch bei der BZ bis zu ihrem Ende, sodass er für eine Weile beide Zeitungen gleichzeitig geleitet zu haben scheint. Sparing hatte bereits Mitte Oktober 1940 seinen Posten niedergelegt und war fortan wie Muckel in alter Position bei der Pariser Zeitung tätig, bei der er ebenfalls nicht lange blieb. Sein Nachfolger wurde August Haase, vormals Belgien-Korrespondent verschiedener Zeitungen. Er war nach dem deutschen Angriff durch die belgischen Autoritäten nach Frankreich deportiert worden und erst im Oktober wieder zurückgekehrt, kam also als Außenstehender in die Zeitung. Er blieb jedoch weniger als ein Jahr; am 1. September 1941 wurde sein Status als „verreist“ gemeldet, bis er im Oktober durch Heinrich Tötter ersetzt wurde. Tötter war zuvor verantwortlich für den Politikteil gewesen und kurz vor Haases Weggang zu dessen Stellvertreter ernannt worden. Seine Artikel waren gemäßigter als die seines Vorgängers, der mit Vorliebe völkische Texte radikaler Färbung geschrieben hatte. Von Haase kam 1944 noch einmal ein Artikel, diesmal als Kriegsberichterstatter einer Propaganda-Kompanie; daher war er vermutlich von der Wehrmacht eingezogen worden.
Mitte 1941 war der Betrieb soweit angewachsen, dass er fast 200 Mitarbeiter beschäftigte, davon 160 Belgier. Auf den Leitungspositionen fanden sich jetzt nur noch Deutsche. Da Muckel es nicht gelungen war, die Anteile des Verlages der Dernière Heure zu erwerben, war ein eigener Verlag belgischer Rechtsform gegründet worden, der fortan die Zeitung herausgab; Muckel und Hansen waren daran jeweils zur Hälfte beteiligt. Schließlich gelang es der BZ dennoch, an die Güter der Société d’Editions et de Publicité zu kommen. Letztere stand unter der Aufsicht eines deutschen Verwalters, der 1942 mit einem Verkauf die früheren Eigentümer der Societé vor vollendete Tatsachen stellte.

## Erscheinungsweise, Umfang und Sonderausgaben
Die BZ erschien zunächst an allen Wochentagen mit acht Seiten, gegen Ende 1940 samstags mit zehn und sonntags mit zwölf Seiten. Montags hatte die Zeitung zu allen Zeiten vier Seiten. Die zunehmende Papierknappheit wurde im Laufe der Zeit deutlich sichtbar, ab Juni 1942 gab es samstags und sonntags nur noch acht bzw. zehn Seiten. Seit Anfang 1943 erschien die Zeitung außer montags auch mittwochs und freitags mit vier Seiten, dienstags, donnerstags und samstags kam sie auf sechs Seiten. Im Mai 1944 wurde schließlich die Sonntagsausgabe abgeschafft. Insgesamt halbierte sich die Anzahl der Seiten im Zeitraum zwischen dem vierten Quartal 1940 und September 1944.
Während der ersten zwei Jahre brachte die Zeitung diverse Sonderausgaben zu belgischen Brauereien, zum Textil- oder Möbelgewerbe oder zur Kölner bzw. Leipziger Messe heraus, diese waren dann doppelt so umfangreich wie sonst. Bisweilen gab es zu dieser Zeit bei besonderen Anlässen wie dem Angriff auf die Sowjetunion auch Extrablätter, die aber, nachdem sich das Blatt im Krieg gewendet hatte, nicht mehr erschienen. Der steigende Papiermangel führte dazu, dass der politisch-militärische Nachrichtenanteil zu Lasten von für die Propaganda eher unwichtigen Rubriken wie Wirtschaft und Sport anwuchs. Während sich der Umfang der Zeitung innerhalb von vier Jahren halbierte, verdoppelte sich der Preis im gleichen Zeitraum.
Im ersten Jahr profitierte die BZ noch von gehorteten Papierbeständen, doch unterlag auch sie wie ihre belgische Konkurrenz der Papierrationierung durch die Propaganda-Abteilung und bot pro Woche nur einige Seiten mehr als die deutschfreundlichen Volk en Staat und Le Nouveau Journal. Dennoch galt die BZ als so wichtig für die Soldaten, dass die Propaganda-Abteilung trotz ihres gespannten Verhältnisses zur Redaktion es nicht wagte, Einschnitte vorzunehmen.
Die BZ verwendete Antiqua statt Fraktur, vorausgegangen war eine Anordnung, die für das Ausland bestimmten Druckerzeugnisse nur noch in dieser Schriftart auszuliefern.

## Inhalt und Positionierung

### Redaktion, Rubriken und Gestaltung

#### Die Redaktion
Die in der Mehrzahl jungen Redakteure – meist unter 40 Jahre alt – kamen aus verschiedenen Teilen des Reichs. Sie wurden von ihren Zeitungen abkommandiert; ihre alten Arbeitgeber und zurückgebliebene Familienmitglieder erhielten für die Dauer ihrer Abwesenheit eine Kompensation, sie selbst ein gutes Gehalt, inklusive einer Erstattung der Wohnungskosten, einige blieben jedoch dauerhaft in einem Hotel. Die Redaktion umfasste zu keiner Zeit mehr als 15 Redakteure und war einer hohen Fluktuation unterworfen. Als ein Grund für die Fluktuation bietet sich das relativ junge Durchschnittsalter der Redaktion an, deren Mitglieder somit leicht abgezogen worden konnten.
Ungewöhnlich für eine deutsche Besatzungszeitung jener Zeit war, dass sie eine größere Anzahl von Redakteurinnen beschäftigte, zu ihnen zählen die Zeitungswissenschaftlerin Herta Dörr, die junge Kultur- und Lokalredakteurin und spätere Soziologin Imogen Seger, die Niederlande-Korrespondentin Annemarie Spitzfaden und weitere Redakteurinnen in der Lokal- und Politikredaktion, die jedoch teilweise nicht lange blieben oder nicht besonders in Erscheinung traten.

#### Inhaltliche Rubriken der BZ

Eine Ausgabe von 1942.

Der Politikteil nahm den größten Platz der Zeitung ein. Die Artikel der mit einem Foto versehenen Titelseite wurden durch eine Glosse und einen Leitartikel eingerahmt, letzterer variierte thematisch stark und wurde gelegentlich von einer hochstehenden Person des Reichs verfasst. Ergänzt wurde die Rubrik durch weitere politische Nachrichten, die offizielle Bekanntmachung des Oberkommandos der Wehrmacht, Kurzberichte, militärische Nachrichten, Berichte aus dem Deutschen Reich und kurze Meinungsartikel der Redaktion. Daneben gab es eine internationale Presseschau, die vor allem deutschfreundliche Presse zitierte. Auf einer weiteren stark illustrierten Seite befasste sich die BZ gelegentlich mit einem speziellen Thema wie den Rothschilds, der Organisation Todt, der belgischen Vorkriegspresse oder einem englischen „Kulturbarbarismus“.
Das Feuilleton stellte das Prunkstück der Zeitung dar und enthielt längere allgemeine kunsthistorische oder philosophische Betrachtungen, Kurzgeschichten und Fortsetzungsromane, die meist den deutschen Kulturraum betreffende Kriege, Heimatthemen oder deutsch-flämische Verbindungen behandelten. Heraus stach dort die Typografie mit ihren sorgfältig ausgewählten Schriften und die Illustration durch schöne Fotos, Zeichnungen, Skizzen und Gemälde. Damit hob sich die Zeitung von den belgischen Zeitungen ab, auch über den Krieg hinaus. Ein besonderer Schwerpunkt lag auf der Förderung der flämischen Kunst, was einerseits flämische Kulturpersönlichkeiten an die Zeitung binden, andererseits einen propagandistischen Effekt auf die Bevölkerung und besonders auf die Soldaten erzielen sollte, Ziel war es dabei zu suggerieren, dass die flämischen Künstler sich dem Dritten Reich zugewandt hätten.
Der Wirtschaftsteil enthielt einen Leit- sowie kürzere Artikel sowie Nachrichtenschnipsel und Börsenberichte. Er wurde mit straffer Hand geführt, da die deutsche Militärverwaltung die Wirtschafts- und Finanzkreise nicht vor den Kopf stoßen wollte, und wies einen nüchternen Ton auf. Seit Herbst 1943 hatte die BZ keine Wirtschaftsredaktion mehr; der Papiermangel hatte bewirkt, dass auf die Rubrik von da an entweder verzichtet oder durch freie Mitarbeiter gefüllt wurde. Die Redaktion der Rubrik, die bei anderen Redakteuren der Zeitung immer einen Außenseiterstatus hatte, umfasste nie mehr als zwei Mitarbeiter.
Im Lokalteil gab es neben einer Kolumne Artikel über Bräuche, Jubiläen großer Vereinigungen auch Betrachtungen in der Art eines historischen Spaziergangs. Diese eher touristischen und auf Soldaten zielende Artikel hatte die BZ nicht exklusiv, diese fanden sich auch bei ihrer Amsterdamer Schwester. Neben Richtlinien zur Verdunklung fanden sich in der Rubrik noch Konzert- und Theaterprogramme sowie das aktuelle Filmgeschehen.
Der Sportteil wurde außer durch einen Redakteur hauptsächlich durch Korrespondenten abgedeckt, die Berichterstattung fand schwerpunktmäßig montags statt. Im ersten Jahr befasste sich die Zeitung mit dem belgischen Sport im gleichen Umfang wie mit dem deutschen und brachte von September 1940 bis Februar 1941 ein wöchentliches Porträt eines belgischen Sportlers. Im Fußball konzentrierte sich die Aufmerksamkeit auf die Provinz Brabant. In der ersten Jahreshälfte von 1941 versuchte man auch mit einer auf Antwerpen gerichteten Sparte das Interesse einer dortigen Leserschaft zu wecken, diese wurde jedoch im Sommer wieder aufgegeben. Auch Brüssel verschwand immer mehr aus der Berichterstattung, die zunehmend deutschlastig wurde; Anfang 1943 war belgische Fußball fast vollständig aus der Zeitung verschwunden. Die Entwicklung des Sportteils stellt damit einen Hinweis darauf dar, dass es der Zeitung nicht gelang, ein größeres belgisches Publikum anzuziehen.

#### Anzeigen, gestalterische Elemente und Leserbriefe
An Anzeigen mangelte es der Zeitung nicht, nach den ersten Wochen, in denen große Anzeigen von bedeutenden Unternehmen wie I.G. Farben, AEG, Henkel und die Deutsche Bank vertreten waren, kamen auch belgische Unternehmen hinzu. Häufige Zielgruppe der Zeitung waren kaufkräftige Soldaten. Der stetige Anzeigenzufluss war eine der Konstanten, auf die die BZ bauen konnte; so erklärt es sich auch, dass nach Rienhardts Angaben die Besatzungszeitungen nicht subventioniert wurden und sich nach einer Anfangshilfe selbst trugen.
Die in der Zeitung veröffentlichten Fotos waren von guter Qualität und stammten von eigenem Personal oder Presseagenturen. Als grafische Gestaltungselemente verwendete die BZ Zeichnungen, Karten und Statistiken, die ab 1941 von einem festen belgischen Mitarbeiter erstellt wurden. Bis 1943 erschienen nur sporadisch Karikaturen von freien Mitarbeitern, seit Februar 1943 arbeitete der Brüsseler Karikaturist Paul Jamin als fester Mitarbeiter für die Zeitung und zeichnete täglich eine Karikatur; nach der Absetzung Mussolinis diente ihm Viktor Emanuel II. als eine Art Maskottchen.
Von einer Ausnahme abgesehen wurden nur im Zeitraum zwischen Februar und April 1944 Leserbriefe abgedruckt, in denen dann auch ausschließlich Lob über deutsche Leistungen zu lesen war. Aus den noch erhaltenen nicht publizierten Briefen lässt sich ableiten, dass die BZ ansonsten neben Richtigstellungen und anderer Kritik gelegentlich mit privaten Anliegen konfrontiert wurde, so erreichten sie Bitten, Geiselnahmen oder Deportationen zu verhindern, andererseits erhielt die Zeitung auch Denunziationen. Antwerpener Nationalisten baten darum, den flämischen Namen der Straße des Verlagssitzes abzudrucken, was dann auch geschah, doch schien das nicht zu genügen, denn nach einer Weile wurde er vor den französischen gesetzt. Auch der eine oder andere Drohbrief erreichte die Redaktion, die darüber informiert wurde, dass sie auf einer schwarzen Liste stünde.

### Korrespondenten und Autoren

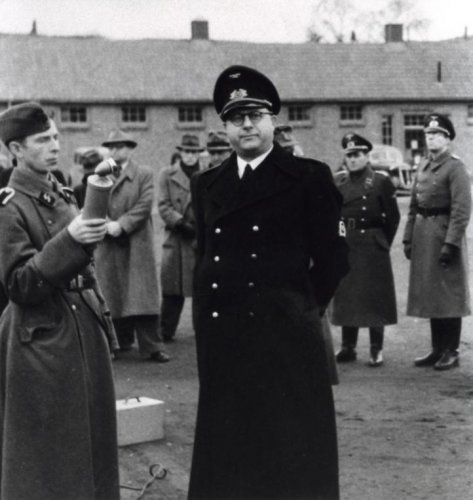
Hendrik Elias, Autor für die BZ und späterer Vorsitzender des von der Zeitung hofierten Flämischen Nationalverbands.

Die BZ konnte über ein gut ausgebautes Korrespondentennetz zurückgreifen, neben zwei festen Mitarbeitern, die vorgenannte Annemarie Spitzfaden in Den Haag und Franz Rodens in Paris (beide ab Juni 1941, letzterer war bis November 1940 Teil der BZ-Redaktion) arbeiteten auch freie Mitarbeiter aus Budapest, Lissabon, Madrid, Reval, Riga und Rom für die Zeitung. In unregelmäßigen Abständen kamen Berichte aus Skandinavien (Helsinki, Kopenhagen, Stockholm und Oslo) sowie aus Belgrad, Bukarest und Rom, des Weiteren von Experten zu skandinavischen, schweizerischen, indischen, chinesischen und japanischen politischen Themen. Ein weiterer Mitarbeiter war seit November 1942 der emeritierte Sorbonne-Professor Louis Le Fur, nach dessen Tod im Februar 1943 dessen Kollege René Martel.
Das lokale Korrespondentennetz musste erst mühsam aufgebaut werden, so schaltete die Zeitung im Oktober 1940 eine entsprechende Anzeige, auf die sich neben arbeitslosen Journalisten auch nur an dem Presseausweis Interessierte sowie flämische Nationalisten meldeten. Tatsächlich gelang es bis Ende des Jahres, eine solide Grundlage für die Berichterstattung zu schaffen.
Die Anzahl der während ihres kurzen Bestehens in der BZ vertretenen Autoren war mit etwa 2000 außerordentlich hoch. Für den Politikteil schrieben u. a. Hochschullehrer wie Hans Peter Ipsen, Verwalter der Vrije Universiteit Brussel, Johann von Leers, bekannt für seine zahlreichen antisemitischen Schriften und der Amerikanist Friedrich Schönemann, dessen Beiträge sich mit den Vereinigten Staaten beschäftigten. Daneben erschienen Artikel von pensionierten Militärs wie Franz Brüninghaus und Albert Benary sowie dem früheren Offizier, Journalisten und Militärschriftsteller Wilhelm Ritter von Schramm. Zu den im Blatt vertretenen Persönlichkeiten des Dritten Reichs gehören neben Joseph Goebbels, Alfred Rosenberg, Reichsarbeitsführer Konstantin Hierl und Reichspressechef Otto Dietrich auch dessen Untergebene Karl Scharping, Helmut Sündermann und Hans Fritzsche wie auch Paul Carell sowie Hasso von Wedel. Ausländische Autoren wie der italienische Botschafter Dino Alfieri und der französische Minister Marcel Déat waren ebenso vertreten wie auch deutsche und flämische Prominente aus dem besetzten Belgien wie Militärverwaltungschef Eggert Reeder, Cyriel Verschaeve, Hendrik Elias, Jef Van de Wiele, Franz Petri (Kulturreferent der Militärverwaltung) und vor allem Walter Hailer von der Pressestelle der Militärverwaltung sowie der stellvertretende Landesgruppenleiter der NSDAP (AO) Julius Reinhard Koch. Daneben schrieben auch zahlreiche Kriegsberichterstatter der Propaganda-Kompanien für die Zeitung.
Einer der bedeutendsten Mitarbeiter des Feuilletons war Franz Fromme, der als fester Mitarbeiter von 1940 bis 1944 regelmäßig Artikel zur flämischen Kunst schrieb. Zu den Korrespondenten, die Kulturnachrichten beitrugen, gehörten neben Karl Jacobs, der aus Lille berichtete und Texte aus dem Niederländischen übersetzte, auch der Reich-Redakteur Jürgen Petersen sowie Mitarbeiter in Berlin, München und Wien. Neben dem Berliner Film- und Musikleben waren in der Zeitung Nachrichten aus vielen weiteren Großstädten des Reichs sowie aus Luxemburg, Den Haag, Brüssel und Antwerpen vertreten, auch Flamen und Wallonen arbeiteten hier mit. Für den Fall, dass es an Kulturnachrichten mangelte, verfassten der Romanistik-Professor Walter Mönch sowie die Philosophen Franz Böhm, Paul Feldkeller und Rolf Göldel weitere Beiträge (Böhm und Göldel waren zu jener Zeit (ihren letzten Lebensjahren) Wehrmachts-Soldaten).
Auch der Wirtschaftsteil hatte eine Reihe von Mitarbeitern, einer der aktivsten war der Jurist und Autor Hans Peter Danielcik, zu den bekanntesten dürfte der flämische Generalsekretär für wirtschaftliche Angelegenheiten aus dem Komitee der Generalsekretäre Victor Leemans zählen. Zudem steuerten Beamte der Militärverwaltung Beiträge bei. Bis Ende 1941 erhielt die BZ durch Alfons Colle vom Zentralverband der liberalen Gewerkschaften Informationen, danach nahm die Anzahl der Artikel zur belgischen Wirtschaft ab, was außer durch einen Informationsmangel auch damit erklärt werden könnte, dass diese ausgeplündert wurde.
Die Mitarbeiter des Lokalteils beschränkten sich nicht auf lokale Ereignisse, sondern gaben bisweilen ihren Artikeln eine touristische Note. Während diese Rubrik eher unprominent besetzt war, wurde die Sportberichterstattung aus dem Reich durch zum Teil bekannte Journalisten wie Friedebert Becker, Paul Laven und Jupp Wolff abgedeckt. Zu Anfang, als dem belgischen Fußball noch größere Aufmerksamkeit zuteilwurde, hatte die Zeitung auch einige einheimische Mitarbeiter.

### Propaganda und Überwachung

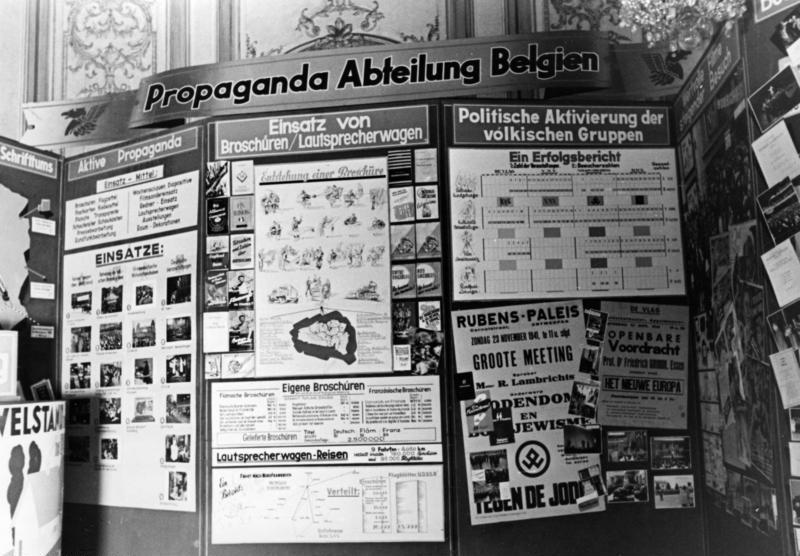
Das Verhältnis der BZ zur Propaganda-Abteilung, die über die Papierrationierung in Belgien entschied, war angespannt.

Das erste Jahr nutzte die BZ dazu, die neue Ordnung zu propagieren und mit dem Ancien Régime abzurechnen, das sich nicht neutral verhalten habe (als „Beweis“ hierzu dienten aber nur Teile der Vorkriegspresse); beklagt wurden auch die nach dem deutschen Angriff durchgeführten Deportationen vermeintlicher Staatsfeinde. Außerdem nahm die Zeitung die „liberal-demokratische Unordnung“ und das als Kuhhandel bewertete Parteiensystem auseinander. Der freie Markt – als Beute der Juden dargestellt – und das als zu individualistisch und zu stark auf Frankreich gerichtete kulturelle Leben wurden ebenfalls angegangen, wie auch die kommunale Autonomie, die als ein Sinnbild der Desorganisation im kleinen Rahmen dargestellt wurde. Gepriesen wurde hingegen die Militärverwaltung, dank der nun Arbeit und eine gesteuertere und sozialere Wirtschaft geschaffen werde, all dies innerhalb eines Rahmens der größeren Zusammenarbeit mit Deutschland, mit dem die flämische Kultur nun eine Einheit bilden sollte. Flandern werde nun nicht mehr diskriminiert, sondern erhalte nun die es zustehenden Rechte. Lob fanden die Aktivitäten des Nationalisten Auguste Borms, eine aggressive Werbung für den flämischen Nationalismus unterblieb jedoch.
Doch der Ton wurde mit der Zeit negativer. Die Zeitung sah Wucherhandel am Wirken und verurteilte diesen ebenso wie Juden und Freimaurer. Wachsender Unmut in der Bevölkerung verleitete die BZ zur Aussage, dass bisherige Milde nicht als Schwäche zu verstehen sei. Seit Dezember 1940 unterstützte sie den Flämischen Nationalverband und verschwieg dabei die Flämische SS, um ein Bild von Einigkeit zu erzeugen. Germanophilen Künstlern wie Cyriel Verschaeve, Wies Moens, Raf Verhulst und Albert Servaes wurde große Beachtung zuteil. August Haase schrieb während der Zeit eine größere Anzahl von recht wirren kulturhistorischen Artikeln, in denen er Verbindungen zwischen Flandern und Deutschland herausstellte, andererseits Charles Maurras (antisemitisch eingestellt, jedoch mit germanophober Vergangenheit) hingegen ebenso schmähte wie Edmond Picard (ebenfalls Antisemit) und Henri Pirenne als Verfechter des belgischen Gedankens (idée belge).
Der Angriff auf die Sowjetunion und die daraufhin verschärften Maßnahmen in Belgien führten zu einem anwachsenden Widerstand, der nun angegangen wurde. In vielen Artikeln klang fortan ein Werben um Freiwillige für die Ostfront durch, damit stand auch im Zusammenhang, dass die Zeitung nun gelegentlich Wallonien ins Blickfeld nahm. Die mit den Besatzern kollaborierende, mittlerweile erzwungenermaßen vollständig wallonische Bewegung Rex erhielt jedoch nur Aufmerksamkeit, wenn dies im Einklang mit den Werbezielen der Zeitung stand. Mit der eintretenden militärischen Wende nach der Schlacht von Stalingrad wurde der Ton gegenüber dem Widerstand abermals verschärft. Eine alliierte Invasion konnte nach der BZ nur zur Vernichtung führen – sie zog als Anschauung dabei die Bombenangriffe auf belgisches Gebiet sowie die Schlacht um Monte Cassino und später die während der Operation Overlord erfolgten Zerstörungen heran – und damit für ein noch größeres Übel sorgen, eine bolschewistische Revolution. An ihren apokalyptischen Beschwörungen hielt die Zeitung bis zuletzt fest.
Von dem Nebenher verschiedener Stellen im Nationalsozialismus, die gleichzeitig ihren Einfluss zu sichern suchten, war auch die BZ betroffen. In Belgien war Walter Hailer offiziell mit der Zensur der militärischen Berichterstattung betraut, doch er baute seine Stellung bis hin zu der eines De-facto-Pressechefs aus, wodurch neben der Propaganda-Abteilung ein weiterer Akteur auf den Plan trat. Er schrieb ab September 1941 Kommentare für die Zeitung, die trotz der Zugehörigkeit zum Franz-Eher-Verlag auch dadurch als ein Sprachrohr der Militärverwaltung diente. Dass die zur Schau gestellten Vorstellungen über die Zukunft Belgiens für Reibungspunkte auch mit belgischen Behörden sorgten wurde deutlich, als in einem Artikel für eine Reorganisation der belgischen Wirtschaft nach deutschem Vorbild plädiert wurde, worauf sich Oscar Plisnier, wie BZ-Autor Victor Leemans Mitglied des Komitees der Generalsekretäre und zuständig für den Finanzbereich, zu einer Widerlegung genötigt sah.
Die Auflagen der Propaganda-Abteilung, die von Goebbels Leuten beeinflusst war, erfüllte die BZ nicht immer, so schrieb sie verbotenerweise über den Hirtenbrief Jozef-Ernest Van Roeys, in dem er die Einforderung der Kirchenglocken thematisierte, wie auch über die Einsetzung Josef Grohés als Reichskommissar, was ebenfalls untersagt war. Andererseits verbreitete sie nicht wie von der Propaganda-Abteilung gefordert das Victory-Zeichen und ging kaum auf die Proteste des Kardinals gegen die alliierten Luftangriffe auf Belgien ein. Die politischen Aktivitäten der Deutsch-Vlämischen Arbeitsgemeinschaft (DeVlag), die einen Anschluss Flanderns an Deutschland favorisierte, wurden bis Mitte 1943, während DeVlag durch die Propaganda-Abteilung Unterstützung erhielt, von der Zeitung ignoriert, stattdessen zog die BZ die öffentliche Unterstützung des Flämischen Nationalverbandes vor. Dennoch war sie in ihrer Berichterstattung nicht objektiver als andere Zeitungen und nutzte ihre größeren Freiräume in dem Sinn, dass sie entschied, gegen oder für wen sie zu welchem Zeitpunkt im nationalsozialistischen Sinne eintrat. Auch wenn die BZ verbotenerweise Van Roeys Hirtenbrief aufgriff, tat sie dies doch auf sehr scharfe Weise. Trotzdem wurde ihr durch den Historiker Ivo Schöffer zugestanden, weniger nazistisch als die Deutsche Zeitung in den Niederlanden gewesen zu sein.

## Verbreitung und Leserschaft

„BRÜSSELER ZEITUNG, wir, kleiner David, erklären Ihnen, großer Goliat, den Krieg!!“ Auch der belgische Widerstand gehörte zu den Lesern der BZ.

Die Auflage der BZ schwankte stark und war verschiedenen Umständen ausgesetzt. Sie erschien mit zwei Ausgaben, einer „unverkäuflichen“ für Soldaten und einer für Zivilisten. Dabei konnte des Öfteren der Titel abweichen, der Inhalt blieb aber bis auf nachgekommene Artikel gleich. Probleme bereitete die manchmal um mehrere Tage verspätete Zustellung der Zeitung innerhalb Belgiens, die auch ein Jahr nach der Gründung anzutreffen war; Ursache waren Versetzungen der Soldaten, deren Anonymität und die Nachlässigkeit zwischen den verschiedenen Stationen zwischen Druckerei und Leser. Der wichtigste Grund war jedoch der Grad an Geheimhaltung, die um Ort und Anzahl der Truppen in Belgien gewahrt wurde. Daraufhin wurde der Vertrieb so geändert, dass die BZ nicht direkt an die Soldaten ging, sondern über verschiedene Kanäle an die Kreiskommandaturen und die Feldpost ausgeliefert wurde, die schließlich die Zeitung zustellten. Fortan bekamen die belgischen Soldaten die BZ bereits am frühen Morgen, die in Nordfrankreich einige Stunden später. Damit hatte sie einen Zeitvorsprung von einem halben bis ganzen Tag vor der deutschen Konkurrenz, was sie sehr beliebt machte.

Die BZ wurde auch ins Ausland ausgeliefert, beispielsweise ins Rheinland, wo sie recht beliebt war.

Wie die anderen Besatzungszeitungen auch ging der Großanteil der Auflage an Soldaten, der Anteil der an die sonstigen Deutschen im Land und die Bevölkerung ausgelieferten Exemplare wird meist zwischen 20.000 und 25.000 Exemplaren geschätzt. Die Zeitung wurde auch ins Ausland ausgeliefert, außer nach Frankreich auch in die Niederlande und Deutschland, wo sie besonders im Rheinland Zuspruch fand. Dort konnten 20.000–40.000 Exemplare abgesetzt werden, was auch an der im Vergleich zu reichsdeutschen Zeitungen höheren Qualität gelegen haben dürfte. Die durch Truppenbewegungen beeinflusste Gesamtauflage startete mit 66.000 Exemplaren und betrug September 1940 bereits 214.000 Exemplare, wovon 150.000 an Soldaten gingen. Ende des Jahres betrug sie noch 160.000 Exemplare. Durch das Erscheinen der Pariser Zeitung fiel seit Januar 1941 der französische Markt weg, wodurch die Auflage am Ende jenes Jahres auf 96.000 Exemplare abgesunken war. Im folgenden Jahr stieg die Auflage wieder auf 170.000 Exemplare an, samstags, wenn viele Soldaten in Brüssel ihr Wochenende verbrachten, kam sie auf eine Zahl von 200.000. Der höchste jemals erreichte Wert lag bei 245.000 Exemplaren. Auch nach Verlegungen an die deutsch-russische Front oder andere Kriegsschauplätze hielten viele an ihrem Abonnement fest, etwa 20.000 Exemplare gingen an solche besonders treue Bezieher der Zeitung. Die BZ lag damit deutlich über den Zahlen ihrer nord- und westeuropäischen Schwesterzeitungen, die meist nicht wesentlich über 50.000 Exemplare hinauskamen.
Die belgische Leserschaft dürfte sich im Allgemeinen aus meist Brüsseler und flämischen Intellektuellen-, Industrie- und Handelskreisen, bei denen Deutschkenntnisse am weitesten verbreitet waren, zusammengesetzt haben, wie bereits in Bezug auf die Leserbriefe erwähnt umfasste sie auch flämische Nationalisten. Gelesen wurde die BZ und ihre Schwesterzeitungen auch durch die alliierte britische und amerikanische Abwehr. Die Besatzungszeitungen waren oft noch mehr als die innerdeutsche Presse von Interesse, da über sie wertvolle Informationen über die Aktionen und Ansichten der über Europa verstreuten Besatzungsbehörden gewonnen werden konnten. Der belgische Widerstand gehörte ebenfalls zu den Lesern, wie sich aus Erwähnungen innerhalb seiner Flugblätter und -schriften entnehmen lässt.

## Das letzte Jahr
Im letzten Jahr wirkte sich der kontinuierliche Niedergang des Reichs deutlich auf die Zeitung aus. Die Papierknappheit sorgte dafür, dass angesichts des Vorrangs der politischen Nachrichten andere Rubriken auf ein rudimentäres Maß schrumpften, so wurden Wirtschaft, Sport und Lokales auf einer einzigen Seite zusammengelegt, wodurch die beiden erstgenannten Rubriken praktisch zur Bedeutungslosigkeit verkamen. Mit der Verschlechterung der Kriegssituation wuchs auch die Feindseligkeit der Bevölkerung. Ende März 1944 kam es zu einem tödlichen Zwischenfall, als ein deutscher, der Zeitung als Mitarbeiter verbundener Fotograf von Widerständlern erschossen wurde. Bereits im Jahr zuvor hatte man begonnen, die Büros festungsartig abzusichern. Die möglicherweise auch durch Zwangsmaßnahmen herbeigeführte Fluktuation tat ein Übriges, um die Stimmung in der Redaktion auf einen Tiefpunkt sinken zu lassen.
Ende August 1944 war die Lage unhaltbar geworden und die Evakuierung musste eingeleitet werden, zurück blieb nur unmittelbar mit der Zeitung verbundenes Personal. Ein Großteil der Unterlagen wurde vernichtet, um sich möglicherweise kompromittierenden Materials zu entledigen. In der Nacht vom 30. auf den 31. August wurde in Brüssel die letzte Ausgabe gedruckt. Am folgenden Tag nutzte die Propaganda-Kompanie die ansonsten leerstehende Druckerei zum Druck einiger Soldatenzeitungen und Flugblätter. Am 3. September rückte auch sie ab; die Tafel mit dem Schriftzug der Brüsseler Zeitung wurde wieder abgenommen, sodass wieder derjenige der Dernière Heure sichtbar wurde, damit wollte man verhindern, dass die Büros verwüstet wurden.
Reichskommissar Grohé brachte einen Teil der Redaktion in Mönchengladbach unter; Tötter, sein Stellvertreter Robert Schmelzer und ein weiterer Redakteur mussten mit einem Holzgaswagen auf ihrer Rückreise durch Partisanengebiet fahren, der schließlich, nachdem er in Maastricht über Krähenfüße gefahren war, zurückgelassen werden musste, sodass die Redakteure mit Hilfe der Organisation Todt nach Deutschland geschafft wurden. In Mönchengladbach arbeiteten sie noch an zwei Ausgaben der BZ mit, die aber vermutlich nur an Soldaten gingen. Mit dieser Aktion, die wahrscheinlich dazu diente, den Rückzug der Zeitung zu verbergen, ging die Geschichte der BZ zu Ende.

## Mitarbeiter der BZ nach dem Krieg
Viele der Mitarbeiter setzten nach dem Krieg ihre Arbeit an anderer Stelle fort, nicht jedoch Gründungschefredakteur Sparing, der 1955 in sowjetischer Gefangenschaft starb. Tötter und Schmelzer waren vor Ende des Krieges gleich im Anschluss an das Ende der BZ der Kölnischen Zeitung von der Gauleitung aufgezwungen worden, ersterer hatte dort auch wieder die Chefredaktion übernommen. Im Anschluss an den Krieg war er in gleicher Position bei mehreren Regionalzeitungen, u. a. der Mainzer Allgemeinen Zeitung, tätig, während seiner Zeit bei dieser Zeitung lehrte er auch an der örtlichen Universität Publizistik. Sein Stellvertreter Schmelzer war von 1947 bis 1967 Redakteur und später Chefredakteur der Ruhr-Nachrichten und in Personalunion der Westfalenpost. Anschließend war er bis 1979 Chefredakteur der Frankfurter Neuen Presse.
Karikaturist Paul Jamin, der während der Besatzung auch für andere Zeitungen tätig war, wurde wegen Kollaboration zum Tode verurteilt, aber nach sieben Jahren Gefängnis schließlich freigelassen; er arbeitete anschließend für die Satirezeitung Pan. Hugo Grüssen, in der Endphase Politikredakteur der BZ, war zeitweise Bonner Korrespondent von neun Zeitungen gleichzeitig.
Viktor Muckel, Verlagsdirektor während der Aufbauphase, setzte seine Tätigkeit ebenfalls bei anderen Zeitungen fort, er war kurz vor Kriegsende wieder Verlagsdirektor der Rheinischen Landeszeitung und anschließend stellvertretender Geschäftsführer (Verlagsdirektor) der FAZ. Sein Nachfolger Theo Hansen wurde Verlagsleiter der Nordwest-Zeitung.

## Liste der Verlagsdirektoren und Chefredakteure
| Verlagsdirektoren |           |
| Viktor Muckel     | 1940      |
| Theo Hansen       | 1940–1944 |
| Chefredakteure    |           |
| Rudolf Sparing    | 1940      |
| August Haase      | 1940–1941 |
| Heinrich Tötter   | 1941–1944 |